# Wildenguth
Wildenguth ist heute ein Ortsteil der französischen Gemeinde Reipertswiller im Département Bas-Rhin in der Region Grand Est (bis 2015 Elsass).

## Geschichte

### Mittelalter
Das Dorf Wildenguth gehörte zur Herrschaft Oberbronn, die ab dem 13. Jahrhundert nachgewiesen ist und nacheinander einer Reihe adeliger Familien gehörte. Dazu zählten zunächst die Herren von Ochsenstein (bis 1485), die von den Grafen von Zweibrücken-Bitsch beerbt wurden. 

### Neuzeit
Von Zweibrücken-Bitsch gelangte die Herrschaft Oberbonn – und mit ihr Wildenguth – 1551 als Mitgift anlässlich der Heirat der Amelie von Zweibrücken-Bitsch mit Philipp I. von Leiningen-Westerburg an diese Familie. In Nachfolge der Leininger wurden die Landgrafen von Hessen-Homburg und zu einem geringeren Teil die schwedische Adelsfamilie der Freiherren von Sinclair im 17. Jahrhundert Herren der Herrschaft Oberbronn. Durch die Reunionspolitik Frankreichs fielen in der zweiten Hälfte des 17. Jahrhunderts auch die Herrschaft Oberbronn und das Dorf Wildenguth unter französische Oberhoheit. Der hessen-homburgische Teil ging in der Mitte des 18. Jahrhunderts an die Familie Hohenlohe-Waldenburg-Bartenstein über, der Sinclair’sche Anteil an die ebenfalls schwedisch stämmige Familie derer von Lewenhaupt. Hohenlohe musste die Herrschaft 1793 an Frankreich abtreten und wurde dafür später mit Gebieten des säkularisierten Bistums Würzburg abgefunden. In den Verwaltungsreformen in Folge der Französischen Revolution wurde die Herrschaft Oberbronn aufgelöst. Wildenguth war nun französisch.